# غيل مسيح (الجوف)
غيل مسيح هي إحدى قرى الجمهورية اليمنية. تتبع جغرافيا لمحافظة الجوف و إداريًا لمديرية خراب المراشي. يبلغ تعداد سكانها 2905 نسمة حسب الإحصاء الذي أجري عام 2004.